# Juan José Gómez
Juan José Gómez (ur. 8 listopada 1980 w San Miguel) – salwadorski piłkarz występujący na pozycji bramkarza, obecnie zawodnik UES.

## Kariera klubowa
Gómez, ze strony dziadka posiadający korzenie portugalskie, pochodzi z San Miguel i swoją karierę piłkarską rozpoczynał w tamtejszych juniorskich drużynach Deportivo Durán Turcios i Jardines del Río. Jako szesnastolatek przeszedł do największego klubu w mieście, CD Águila, lecz z powodu dużej konkurencji o miejsce w bramce zaczął występować na pozycji napastnika. Jeszcze zanim został włączony do treningów seniorskiego zespołu, udał się na wypożyczenie do drugoligowego CD Santa Clara, a później do Jocoro FC, również występującego na zapleczu najwyższej klasy rozgrywkowej. Po powrocie do Águili, 3 grudnia 2000, zadebiutował w Primera División de Fútbol Profesional podczas wygranego 2:1 meczu derbowego z Alianzą, grając jako napastnik. Szybko został jednak przekwalifikowany na golkipera i już w swoim premierowym sezonie Apertura 2000 zdobył ze swoją drużyną mistrzostwo Salwadoru. Sukces ten powtórzył również pół roku później, w wiosennych rozgrywkach Clausura 2001. Podczas sezonu Apertura 2003 zanotował za to tytuł wicemistrzowski, wciąż będąc kluczowym punktem zespołu.
Latem 2004 Gómez przeszedł do stołecznej drużyny San Salvador FC, w której barwach spędził następne półtora roku, nie odnosząc większego sukcesu. W styczniu 2006 podpisał umowę z ekipą CD Luis Ángel Firpo z siedzibą w mieście Usulután, gdzie również był podstawowym bramkarzem. W wiosennym sezonie Clausura 2007 zdobył z tym zespołem wicemistrzostwo kraju, natomiast podczas rozgrywek Apertura 2007 i Clausura 2008 wywalczył tytuły mistrza Salwadoru, odpowiednio trzeci i czwarty w swojej profesjonalnej karierze. W sezonie Clausura 2009 po raz kolejny został wicemistrzem rozgrywek ligowych. W połowie 2011 roku, po ponad pięciu latach spędzonych w Luis Ángel Firpo powrócił do swojego macierzystego CD Águila, gdzie przez pierwsze sześć miesięcy miał pewne miejsce między słupkami, lecz później stracił je na rzecz młodszego o osiem lat Benji'ego Villalobosa. W rozgrywkach Clausura 2012, pełniąc rolę rezerwowego bramkarza, zdobył swoje piąte mistrzostwo Salwadoru, z czego trzecie odniesione z Águilą.
W lipcu 2012 Gómez zasilił inny klub ze stołecznego San Salvador, CD Universidad de El Salvador.

## Kariera reprezentacyjna
Po kilku latach występów w juniorskich kadrach narodowych, Gómez zadebiutował w seniorskiej reprezentacji Salwadoru za kadencji brazylijskiego selekcjonera Marinho Peresa, 18 sierpnia 1999 w przegranym 1:3 meczu towarzyskim z Grecją, grając na pozycji środkowego obrońcy. Rolę stopera pełnił również na początku nieudanych dla jego drużyny eliminacji do Mistrzostw Świata 2002, a w późniejszym czasie, podobnie jak w klubie, zaczął występy jako bramkarz. W 2001 roku znalazł się w składzie na Puchar Narodów UNCAF, gdzie był pierwszym golkiperem kadry, rozgrywając wszystkie sześć meczów, zaś Salwadorczycy zajęli ostatecznie trzecie miejsce. W 2002 roku został powołany na Złoty Puchar CONCACAF, na którym nie wystąpił jednak w żadnym spotkaniu, pozostając rezerwowym dla Santosa Rivery, a jego zespół odpadł z turnieju w ćwierćfinale. W 2003 roku kolejny raz wziął udział w Pucharze Narodów UNCAF, gdzie zagrał we wszystkich pięciu spotkaniach, a jego reprezentacja podobnie jak przed dwoma laty zajęła trzecią lokatę.
W tym samym 2003 roku Gómez po raz kolejny został powołany na Złoty Puchar CONCACAF, wciąż będąc podstawowym golkiperem ekipy prowadzonej przez szkoleniowca Juana Ramóna Paredesa. Rozegrał tam wszystkie trzy mecze, a Salwadorczycy znów zakończyli udział w turnieju na ćwierćfinale. Później brał również udział w eliminacjach do Mistrzostw Świata 2006, na które jego drużyna nie zdołała się jednak zakwalifikować. W 2007 roku już po raz trzeci znalazł się w składzie na Puchar Narodów UNCAF, gdzie zagrał trzy z pięciu meczów, za to jego zespół zajął w tym turnieju czwarte miejsce. Kilka miesięcy później kolejny raz wystąpił na Złotym Pucharze CONCACAF, dwukrotnie pojawiając się na placu gry. Salwadorska drużyna odpadła natomiast z rozgrywek już w fazie grupowej. Regularnie grał również w reprezentacji na przełomie 2008 i 2009 roku, podczas eliminacji do Mistrzostw Świata 2010, lecz jego kadrze ponownie nie udało się awansować na mundial.
W 2009 roku Gómez znalazł się w ogłoszonym przez meksykańskiego trenera Carlosa de los Cobosa składzie na Puchar Narodów UNCAF, gdzie tym razem zagrał tylko w dwóch meczach, tracąc pewne miejsce w wyjściowej jedenastce na rzecz Miguela Montesa, a jego drużyna podobnie jak dwa lata temu zajęła czwarte miejsce. W 2011 roku został powołany na Złoty Puchar CONCACAF, swój czwarty i zarazem ostatni w karierze, dotarł tam do ćwierćfinału, lecz zarazem nie wystąpił w żadnym meczu, pozostając jedynie alternatywą dla Miguela Montesa. Zanotował też jedno spotkanie w eliminacjach do Mistrzostw Świata 2014, jednak Salwadorczycy nie potrafili zakwalifikować się na rozgrywany na brazylijskich boiskach mundial.